# Kix
Kix es una banda estadounidense de sleaze rock y glam metal que logró popularidad en los años 1980. La banda es más conocida por su hit «Don't Close Your Eyes», número 11 en el Billboard Hot 100 en 1989.

## Carrera

### Inicios
En 1981, lanzaron el álbum Kix, que contenía algunas canciones reconocidas como "Atomic Bombs", "Heartache", "Contrary Mary", "The Itch", y "The Kid". "Love at First Sight" se convirtió instantáneamente en una canción favorita para tocar en vivo. Su continuación, Cool Kids, dejó entrever las intenciones de la banda en ganar radiodifusión y en volver más comercial su sonido.
En 1985 lanzan Midnite Dynamite, incluyendo los hits "Cold Shower" y "Sex". El disco también incluía la canción "Bang Bang Balls of Fire", que fue escrita por el entonces desconocido Kip Winger, justo antes de que se uniera a la banda de Alice Cooper.

### Popularidad
En 1988, lanzaron el álbum Blow My Fuse, que finalmente logró asegurarse la certificación de Platino. La power ballad "Don't Close Your Eyes" fue la canción más exitosa, y hasta la fecha, la más reconocida de la agrupación. Sin embargo, con la aparición del grunge en Seattle, los fanáticos empezaron a perder interés en el glam metal, por lo que sus ventas se vieron seriamente afectadas, al punto que en 1995 se lanza Show Business, último trabajo de la agrupación en los años noventa.

### Reunión
En 2003 algunos de los miembros originales se reunieron para dar algunos shows. La banda nuevamente entró en estudio y grabó un par de discos.

## Músicos
- Steve Whiteman - voz
- Ronnie "10/10" Younkins - guitarra
- Brian Forsythe - guitarra
- Donnie Purnell - bajo
- Jimmy "Chocolate" Chalfant - batería

## Músicos Otros
- Jimi K. Bones - guitarra
- Paul Chalfant - viola
- Pat DeMent - guitarra
- Brad Divens - guitarra
- Anton Fig - batería
- John Luce - coros
- Rick Marty - guitarra
- Mark Schenker - bajo
- Mike Slamer - guitarra
- Donnie Spence - batería

## Discografía

### Álbumes de estudio
- Kix (1981)
- Cool Kids (1983)
- Midnite Dynamite (1985)
- Blow My Fuse (1988)
- Hot Wire (1991)
- Show Business (1995)
- Rock Your Face Off (2014)

### Álbumes en directo
- Live (Contractual Obligation Live) (1993)

### Recopilatorios
- Kix: The Essentials (2002)